# Guozhuang (socken i Kina, Henan, lat 34,99, long 114,12)
Guozhuang (kinesiska: 郭庄, 郭庄乡) är en socken i Kina. Den ligger i provinsen Henan, i den centrala delen av landet, omkring 49 kilometer nordost om provinshuvudstaden Zhengzhou.
Genomsnittlig årsnederbörd är 681 millimeter. Den regnigaste månaden är juli, med i genomsnitt 182 mm nederbörd, och den torraste är januari, med 4 mm nederbörd.